# Brodek u Prostějova
Brodek u Prostějova (in tedesco Prödlitz) è un comune mercato della Repubblica Ceca facente parte del distretto di Prostějov, nella regione di Olomouc.